# Dichelus expansus
Dichelus expansus är en skalbaggsart som beskrevs av Louis Albert Péringuey 1902. Dichelus expansus ingår i släktet Dichelus och familjen Melolonthidae. Inga underarter finns listade i Catalogue of Life.